# هوغوي
تعتبر دا هوغويك قرية نموذجية مسورة تحت إشراف دار هوغوي للرعاية الذي يقع في ويسب في هولندا. لقد صُممت خصيصًا لتكون مرفق رعاية رائد لكبار السن ممن يعانون الخرف. يتميز  هوغوي عن غيره من دور الرعاية التقليدية بأنه يستخدم العلاج بالتذكر على مدار اليوم وعليه يكون المقيمون الذين يعانون الخرف أكثر نشاطًا ويحتاجون أدوية أقل. يُقارن هذا المكان بذاك الموجود في فيلم «عرض ترومان». يعمل مقدمو الرعاية والأطباء والممرضون على مدار الساعة لتوفير العناية الضرورية للمقيمين طيلة اليوم.

## المخطط
يُعتبر مجمع هوغوي بأنه قرية تحوي ميدانًا وسوبر ماركت وصالونًا لتصفيف الشعر ومسرحًا وحانة ومقهى ومطعم، وذلك بالإضافة إلى ثلاثة  وعشرين منزل. في عام 2018، أُضيفت أربعة منازل إلى هوغويك. يعكس كل منزل من تلك المنازل أسلوبًا شائعًا ومألوفًا للأفراد الستة أو السبعة الذين يسكنونه. المساكن السبعة المتوفرة هي:
- ستيدلك، لأولئك المعتادين على العيش في منطقة حضرية.
- غوا، المحمل بشعور هولندي أرستوقراطي.
- إمباكتيلك، لأولئك المعتادين على العمل كتجار أو حرفيين من النساء والرجال.
- إنديش، لأولئك المرتبطين بإندونيسيا والهند الشرقية الهولندية السابقة.
- هوسيليك، لربات المنازل.
- كلتشريل، لأولئك الذين نشأوا مع المسرح والسينما.
- كريستيلك، لمن لديهم جانب ديني مركزي في الحياة سواء كانوا من المسيحيين أم من دين آخر.

يسعى الأطباء والممرضون إلى جعل التجربة  حقيقية قدر الإمكان بالنسبة للمقيمين. يتسوق المقيمون في السوبر ماركت ويقدمون العون في التحضير والطبخ كما لو أنهم في المنزل. يرتدي مقدمو الرعاية ملابس عادية نهارية بدلًا من ملابس العيادات ويتلاءمون مع الدور المناسب لراحة مرضى الخرف؛ ففي الأسر المعيشية المنتمية للطبقة العاملة، يتصرف مقدمو الرعاية بدورهم الطبيعي أو قد يكونوا ممرضين، أما في حالة الطبقة الأرستوقراطية/العليا فيعمل الممرضون وكأنهم خدم. لأنماط الحياة أشكال مختلفة من عزف الموسيقى وأنماط التصميم الداخلي المتنوع بشكل كبير والطعام وطرق ترتيب المائدة. يمتلك المقيمون في كل منزل غرفة نوم كبيرة خاصة بهم، ويلتقون مع المقيمين الآخرين لمشاركة غرف المعيشة والمطبخ وغرفة الطعام. لا توجد أية أقفال على الأبواب، ويتمتع المقيمون بحرية السير والتجوال في أرجاء القرية ويشمل ذلك اختيار زيارة السوبر ماركت أو المقهى. تحوي القرية طاقمًا من 250 موظف. لا توجد «حقيقة مزيفة» أو «واقع مضخم». توفر هذه المؤسسة مكانًا للحياة الطبيعية حيث يتلقى المقيمون الدعم من طاقم موظفين مدربين جيدًا. وعند ارتباك المقيمين فللموظفين طرق عديدة لجعلهم يشعرون بالراحة (من خلال العلاج الواقعي أو التحقق من الصحة). وفي الوقت عينه، لن يخدع الطاقم المرضى إن تم سؤالهم بشكل مباشر فسيقولون بكامل الصدق أن المقيمين هم في مكان لتلقي الرعاية التي تقتضيها حالتهم. وبسبب طبيعة مرض آلزهايمر والخرف، يستطيع المقيمون تذكر الماضي البعيد لكن ليس بمقدورهم تذكر الحاضر ولذلك فحتى الإجابات الصادقة التي يقدمها طاقم الموظفين ستكون طي النسيان في وقت قصير.

## تاريخيًا
جاءت أولى الأفكار بشأن القرية نحو عام 1922عندما اجتمع الفريق الإداري (ومن ضمنه إيفون فان أميرونجين وجانيت سبيرينغ وغيرهم) في دار الرعاية التقليدي هوغوي بعد النقاش بشأن إصابة آبائهم بمرض آلزهايمر مستقبلًا فوجدوا أنهم لن يرغبوا في جعلهم يتحملون الرعاية المشابهة للمستشفى. وبعد سلاسل من الأبحاث وجلسات العصف الذهني في عام 1993 خلصوا إلى نتيجة مفادها أن الحياة الطبيعية يجب أن تسود في كل جوانب الرعاية ضمن دار الرعاية. كانت تُدعى هذه الرؤية «العيش الطبيعي على نطاق صغير لمن يُعاني الخرف». ومن بين الجوانب كان قرارهم أن الناس يفضلون عمومًا  أن يكونوا محاطين بأناس لديهم فكر مشابه بخلفيات وتجارب مشابهة ويتفاعلون معهم.